# Pariato
Pariato é um sistema de títulos da aristocracia, historicamente usado em muitos sistemas monárquicos de governo. O termo "pariato" tecnicamente se refere a um subconjunto do sistema completo de títulos da nobreza, e o significado varia de país para país. 

## Pariato francês
- Pariato da França

## Pariato indiano
- Sistema de castas na Índia

## Pariato japonês
- Kazoku

## Pariato britânico
- Pariato do Reino Unido
  - Pariato da Grã-Bretanha
    - Pariato da Inglaterra
    - Pariato da Escócia

  - Pariato da Irlanda

## Pariato português
- Par do Reino